# Джанет Тейлор
Джанет Тейлор (англ. Janet Taylor), до шлюбу Джейн Енн Іонн (13 травня 1804 — 25 січня 1870) — англійська астрономка та експертка з навігації. Авторка наукових праць з астрономії та навігації, засновниця академії для викладання цих предметів, керівниця складу, орієнтованого на розподіл, виробництво та ремонт навігаційних інструментів. Її академію високо цінували і рекомендували Британська Ост-індійська компанія, Трініті Хаус і Британське Адміралтейство. В знак визнання її роботи була нагороджена медалями королів Пруссії та королів Нідерландів, і її правило розрахунку широти від висоти було описано як «геніальне». Тейлор була однією з небагатьох жінок, які працювали науковими співробітницями на виробництві інструментів у Лондоні в 19 столітті. Її «Калькулятор моряка» був запатентований в 1834 році, але він не отримав схвалення Адміралтейства.

## Біографія
Джейн Енн Іонн народилася у Волсінгамі четвертою дитиною з восьми. Її батько працював у Free Grammar School, одній з небагатьох шкіл Північної округи, яка включала навігацію у свою навчальну програму, і він дозволив Джейн Енн відвідувати як базову школу, так і теоретичне навчання навігації. Після смерті батьків Джейн Енн продовжила навчання з теоретичних досліджень навігації. На згадку про внесок батька в її освіту Джейн вклала всі свої сили в кар'єру в морській освіті, де на той час домінували чоловіки.
Коли в 1831 році Джейн Енн Іонн одружилася з Джорджем Тейлором, вдівцем з трьома дітьми, і змінила ім'я на Джанет. Вони переїхали на північ від Theobald's Road, і саме тут Джанет Тейлор вирішила відкрити свою першу морську академію в 1833 році. Ця академія була строго розроблена для офіцерів торгової служби. Протягом цього періоду вона опублікувала «Таблиці Луні-Солар і Харарі», в яких обговорювалися розрахунки, які змогли «зменшити місячну відстань», що використовувала формулу, виведену Тейлор. Вона продовжувала свій шлях в судноплавстві і в 1834 році отримала патент на винахід Калькулятора Моряка. Винахід не отримав схвалення Адміралтейства, тому що його вважали недостойним для патронату лордів. Пізніше вона опублікувала друге видання книги «Принципи спрощення навігації». Хоча вартість створення другого видання цієї книги і Калькулятор Моряка стали для родини фінансово майже неможливими.
Після цього Тейлор провела деякий час, працюючи над формулою, яку вона вивела для своєї першої опублікованої книги, щоб ще більше покращити її. Приблизно в середині 1835 року вона народила дитину. Після поліпшення формули Тейлор змогла опублікувати третє видання «Таблиці Луні-Солар і Харарі», яке стало можливим завдяки пожертвам Адміралтейства, Трініті-Хауса і Почесної Ост-Індської компанії, яким вона також присвятила книгу. Капітан Бофорт допомагав прийняти роботу Тейлор до згаданих раніше товариств. На цьому етапі Джанет Тейлор почали визнавати як людину, яка має талант до своєї роботи, зокрема у сфері підприємництва, а також неабиякі математичні здібності. Протягом кількох років вона продовжувала редагувати свою книгу, пізніше перейменовану в «Lunar-Solar and Horary Tables», загалом вийшло друком 7 видань. Останнє видання з'явилося в 1854 році. Крім того, вона завершила 12 видань «Епітома навігації», останнє з них датоване 1859 роком. Чоловік зайнявся видавничою частиною, щоб Тейлор присвятила час вихованню дітей і продовжувала писати.
У 1843 р. Тейлор вирішила змінити свої професійні орієнтири на компаси в залізних кораблях. Вона працювала з професором Ейрі, який пізніше рекомендував її ім'я всім, хто зможе використати та оцінити її зусилля. У 1845 році Тейлор призначила Вільяма Рейнольдса для створення й розвитку заводу з виробництва морських інструментів, в результаті чого інструменти були представлені на Всесвітній виставці (1851) та на Міжнародній виставці 1862 року. В наступні роки, в 1853 році, помер її чоловік, а потім старші співробітники залишили її, щоб почати свій бізнес. 
У 1860 році Джанет Тейлор отримала пенсію за громадянським пенсійним списком у розмірі 50 фунтів на рік. В цьому ж році з'являється запис, що морська академія змінила назву на Джанет Тейлор і Ко, що означало, що вона перетворилася на компанію. Є запис про сплату податку на землю для своєї компанії аж до 1986 року, а потім у 1870 році. Приблизно у той же час Тейлор захворіла. Тоді вона проживала з сестрою Джойс і її чоловіком преподобним Метью Честером. 
25 січня 1870 р. Джанет Тейлор померла від бронхіту. Після її смерті її професія визнана державою як «Учитель судноплавства».

## Праці
- Місячні таблиці для розрахунку відстані[8]
- Таблиці Луні-Солар і Харарі[7]
- Принципи спрощення навігації[7]
- Втілення навігації[7]

## Подальше читання
- Croucher, John S.; Croucher, Rosalind F. (2016). Mistress of Science: The Story of the Remarkable Janet Taylor, Pioneer of Sea Navigation. Amberley. ISBN 1445659859.
- Croucher, John S.; Rosalind F. Croucher (December 2011). Mrs Janet Taylor's 'Mariner's Calculator': assessment and reassessment [Морський калькулятор пані Джанет Тейлор: оцінка та переоцінка]. British Journal for the History of Science. 44 (4): 493—507. doi:10.1017/s0007087410001512. JSTOR 41428410.
- Gleadle, Kathryn (April 2013). The Riches and Treasures of Other Countries': Women, Empire and Maritime Expertise in Early Victorian London [«Багатство і скарби інших країн»: жінки, імперія і морська експертиза в ранньому вікторіанському Лондоні]. Gender and History (25.1): 7—26.